# Ruderclub Nürtingen
Der Ruderclub Nürtingen (RCN), offiziell Ruderclub Nürtingen e. V. von 1921, ist ein Sportverein aus Nürtingen.

## Geschichte und Lage
Der Ruderclub Nürtingen wurde am 14. September 1921 gegründet. Das erste Bootshaus am Neckar wurde 1924 eingeweiht, das jetzige Bootshaus besteht seit 2011. Frauenrudern bietet der Verein seit 1934 an.
Das Vereinslogo zeigt das Stadtwappen auf weißem Grund.

## Erfolge
Paul Umbach gewann im  Para-Männer-Einer PR2 zwei Bronzemedaillen bei Weltmeisterschaften.
Nick Blankenburg und Oliver Peikert waren 2018 Deutsche Meister im Vierer ohne Steuermann, bei der Titelverteidigung 2019 war auch Marvin Rüdt dabei. Marvin Rüdt war zuvor bereits zweimal Deutscher Meister im Leichtgewichts-Vierer geworden. Tim Liebrich siegte 2019 und Neele Zahn 2021 bei den Deutschen Meisterschaften im Mixed-Achter. Steuerfrau Tanja Knöll gewann von 2019 bis 2022 drei deutsche Meistertitel im Mixed-Achter.